# Aviano
Aviano (friülà Davian) és un municipi italià, dins de la província de Pordenone. L'any 2007 tenia 9.230 habitants. Limita amb els municipis de Barcis, Budoia, Fontanafredda, Montereale Valcellina, Roveredo in Piano, San Quirino i Tambre (BL). En el seu territori s'hi troba la base militar d'Aviano, de l'OTAN.

## Administració
| Període | Identitat                | Partit         |
| ------- | ------------------------ | -------------- |
| 2004-   | Stefano Del Cont Bernard | Centreesquerra |